# Nericaré
Nericaré foi um faraó egípcio da XIII dinastia durante o Segundo Período Intermediário. De acordo com os egiptólogos Kim Ryholt e Darrell Baker, ele foi o terceiro rei da dinastia, reinando por um curto período em 1 796 a.C.. Alternativamente, Jürgen von Beckerath vê Nericaré como o vigésimo terceiro rei da XIII dinastia, reinando após Intefe IV.

## Atestados
Nericaré é conhecido principalmente por uma única estela datada do primeiro ano de seu reinado. A estela foi publicada em 1897, mas agora está perdida.
Além disso, o prenome de um rei que poderia ser Nericaré é atestado em um registro do Nilo em Semna, perto da segunda catarata do Nilo na Núbia. O registro é datado do primeiro ano de reinado deste rei, cujo nome foi lido como "Djefakare" pelos egiptólogos F. Hintze e WF Reineke. Kim Ryholt, no entanto, observa que o prenome foi mal interpretado pelos descobridores do registro com o sinal de Gardiner G14 nry, representando um abutre, confundido com o sinal G42 representando um pato e lendo ḏf3. Assim, Ryholt e outros, como Darrell Baker, agora lêem o nome como "Nerikare".

## Posição cronológica
Kim Ryholt aponta que os registros conhecidos do Nilo, que são semelhantes aos que ele atribui a Nericaré, datam do período do final da XII ao início da XIII dinastia. Ele conclui, portanto, que Nericaré também deve ter sido um rei deste período de tempo, e como "Nerikare" não aparece no cânone de Turim, Ryholt propõe que ele foi mencionado na lacuna do wsf que afeta o terceiro rei da dinastia no cânone de Turim (coluna 7, linha 6). Uma lacuna wsf (literalmente "ausente") sinaliza uma lacuna no documento do qual o cânone de Turim foi copiado na época Ramessida. Isso estabeleceria Nericaré como o terceiro rei da dinastia, embora a lacuna pudesse ter compreendido dois reis e ele pudesse ser o quarto governante, seguindo um rei desconhecido. A duração do reinado de Nericaré é relatada como exatamente 6 anos no cânone de Turim, no entanto, Ryholt mostrou que isso é verdade para todos os reis marcados como wsf e que esta figura foi provavelmente inserida pelo autor da lista de reis para evitar lacunas cronológicas. Em vez disso, Ryholt propõe que Nericaré reinou por apenas 1 ano. Além disso, a existência de um registro do Nilo datado de seu primeiro ano de reinado indica que ele acessou o trono no início de um ano civil, antes da estação de inundação durante a qual tais registros foram inscritos.

## Nomen
Em seu estudo de 1997 do Segundo Período Intermediário, Kim Ryholt propõe que o nome de Nericaré pode ter sido "Sobeque". Este nomen aparece em três selos, que podem ser datados da XIII dinastia, antes de Sebecotepe III. Visto que a nomina de todos, exceto dois reis desse período, é conhecida, ele argumenta que apenas Nericaré ou Sequenrécutaui Cabau pode ter suportado essa nomenclatura.